# Chusquea uniflora
Chusquea uniflora är en gräsart som beskrevs av Ernst Gottlieb von Steudel. Chusquea uniflora ingår i släktet Chusquea och familjen gräs. Inga underarter finns listade i Catalogue of Life.